# Worliny
Worliny (niem. Worleinen) – wieś w Polsce położona w województwie warmińsko-mazurskim, w powiecie ostródzkim, w gminie Łukta. W latach 1975–1998 miejscowość administracyjnie należała do ówczesnego województwa olsztyńskiego.
Wieś położona na zachodnim brzegu jeziora Isąg, na wschód od jeziora Łoby. We wsi znajdują się zabytkowa letnia remiza Ochotniczej Straży Pożarnej oraz Hotel Masuria. Przez wieś przebiega droga wojewódzka nr . Worliny są położone w odległości 25 km od Olsztyna oraz 23 km od miasta powiatowego Ostródy.

## Historia
Około V wieku n.e., w okolicy Worlinów pojawiło się osadnictwo pruskie, zastępując osadnictwo kultury oksywskiej. W Worlinach natrafiono na ślady osady staropruskiej pochodzącej z tego okresu.
Wieś lenna, założona w 1354 roku na 16 włókach pod nazwą Warnlin, przez czterech wolnych Prusów. Każdy z założycieli zobowiązany był do służby konnej (zbrojnej). W wyniku zniszczeń wojennych wieś na przełomie XV i XVI wieku wyludniła się. W 1539 roku Worliny były określane jako wieś szlachecka z nielicznymi gospodarstwami kmiecymi. Po 1543 roku wieś założono ponownie. W 1579 roku wymieniono w dokumentach sześciu chłopów pańszczyźnianych: Adrian, Thomas, Albrecht, Thewers, Salomon i Peter. Każdy z nich gospodarował na trzech włókach. W 1587 roku, gdy Salomon Mehl nie stawił się na czas do pracy w ramach szarwarku, pisarz urzędowy nakazał zabrać mu wołu o wartości 8 marek i zaszlachtować w gospodarstwie urzędowym, samego zaś Salomona osadzono w więzieniu. Jednakże późniejsza wizytacja książęca wykryła nieprawidłowości i nadużycia w postępowaniu pisarza i nakazała zwrócić Salomonowi Mehlowi równowartość straconego wołu.
Worliny zostały mocno zniszczone w czasie wojny polsko-szwedzkiej. Dopiero w 1678 roku (a więc 18 lat po zakończeniu wojny) zostały zasiedlone trzy gospodarstwa. W 1699 roku 17 włók leżało odłogiem, a trzy włóki uprawiał Grabowski ze swoją rodziną. Podobnie było w 1714 roku. Około 1815 roku we wsi mieszkało 69 osób w 15 gospodarstwach. 